# Лебедев, Юрий Борисович
Юрий Борисович Лебедев (род. 17 декабря 1967 года) — российско-немецкий дирижёр. Художественный руководитель Тюрингского молодёжного оркестра и ансамбля современной музыки в Веймаре. Дирижёр Государственной академической капеллы Санкт-Петербурга, постоянный приглашённый дирижёр Государственного симфонического оркестра Санкт-Петербурга, постоянный приглашенный дирижёр Тюрингской филармонии Гота-Айзенах. Доцент Санкт-Петербургской Государственной Консерватории.